# Kerguelenscharbe
Die Kerguelenscharbe (Leucocarbo verrucosus, Syn.: Phalacrocorax verrucosus) ist eine Seevogelart, welche auf den Kerguelen, einem der isoliertesten Orte der Welt, heimisch ist.

## Beschreibung

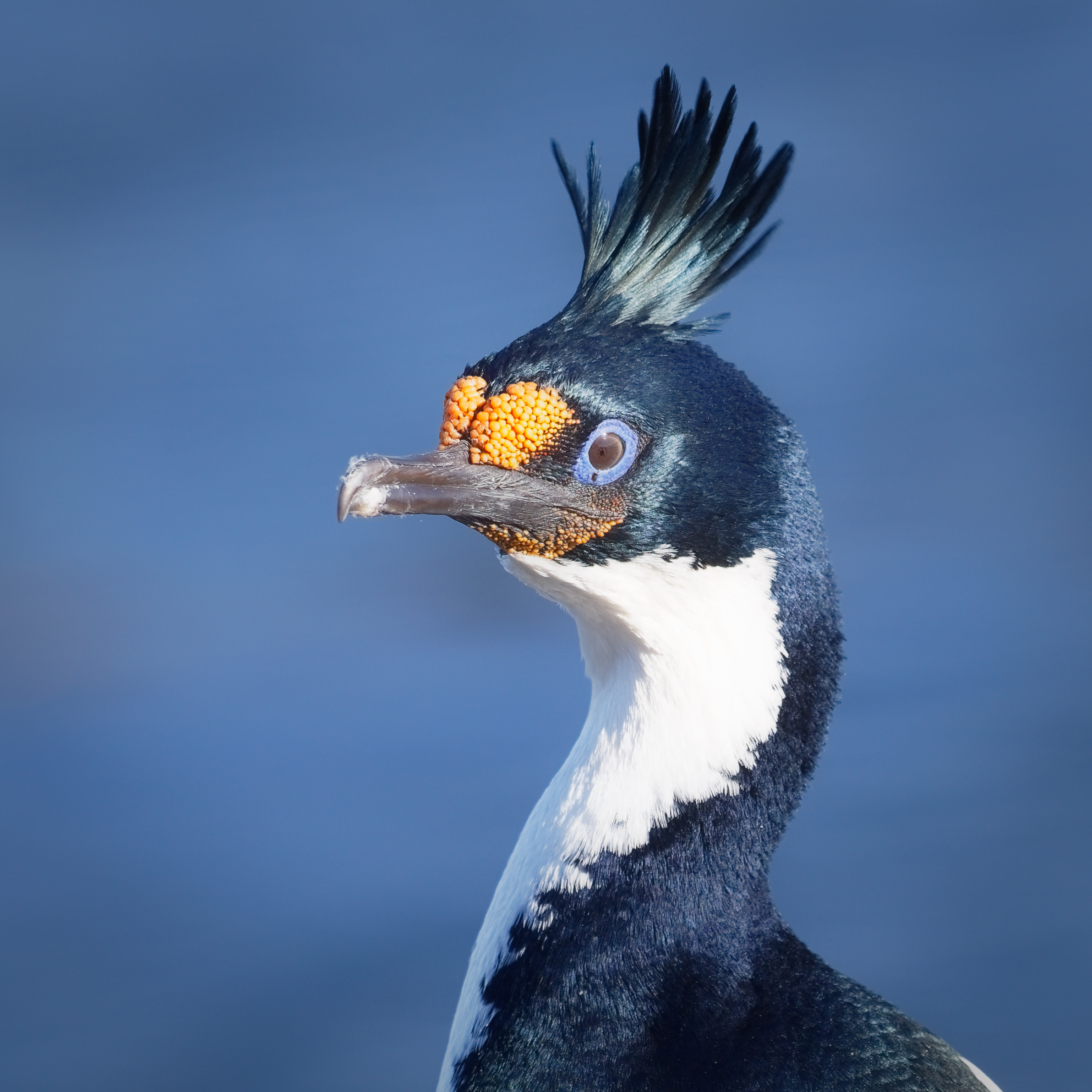
Kopfstudie einer Kerguelenscharbe

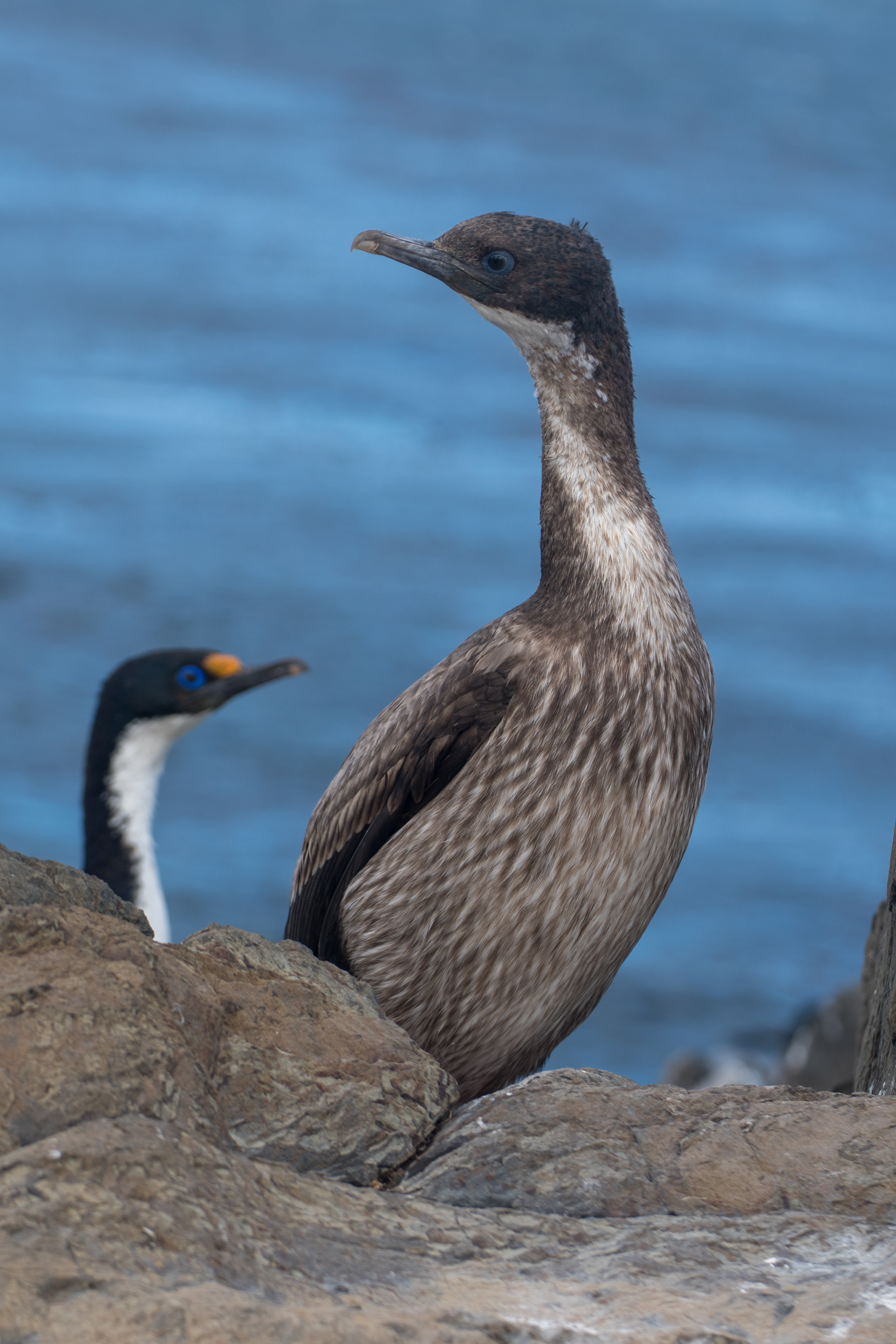
Kerguelenscharbe, Jungvogel

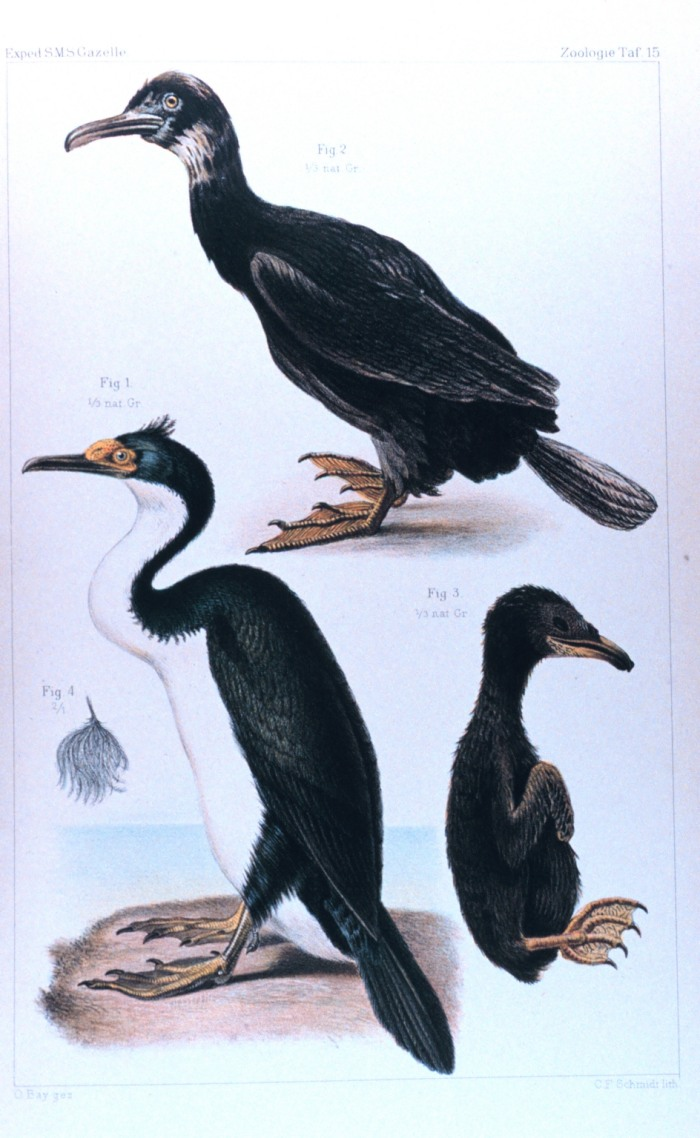
Kerguelenscharben (links: erwachsen, oben: jugendlich, rechts: Nestling), Illustration

Die Kerguelenscharbe erreicht eine Länge von 65 cm und eine Flügelspannweite von 110 cm. Erwachsene Vögel haben einen tiefblauen oder violetten Kopf und Scheitel, abgesehen von einer schwarzen Kappe, die vom Kinn unterhalb der Augen zu den Ohren verläuft, sowie einen schwarzen Kamm auf der Stirn. Der Rücken, die Deckflügel, die Schultern, der Schwanz und die Oberbeine sind grünlich-schwarz. Der Unterkörper hin zum Hals ist weiß mit braunen Flügellinien. In Ausnahmefälle, gibt es Exemplare, die weiße Flecken auf Flügeln oder Rücken besitzen. Gesicht und Kehlsack sind braun und haben gelb-orange, große Warzen; der Schnabel ist braun. Die Augen sind haselnussbraun und haben den typischen blauen Ring. Füße und Beine variieren von braun bis geflecktem hellrosa.
Jugendliche Vögel sind dunkelbraun mit braunen und weißen Teilen am Unterkörper und besitzen keine Gesichtswarzen. Sie haben eine braune Iris mit hellblauem Ring, sowie braune Füße und Schnäbel. Männliche Exemplare haben eine krächzende, laute, knurrende Stimme und weibliche Exemplare eher eine zischende Stimme.

## Verbreitung und Lebensraum
Diese Spezies brütet in Kolonien von 3–30 Paaren (selten bis zu 400 Paaren). Der Nestbau erfolgt meist auf bis zu 30 Meter hohen Felsvorsprüngen. Gelegentlich nisten die Vögel aber auch zwischen Cotula plumosa oder in der Nähe von Felsenpinguinen. 
Die Orte zum Brüten beschränken sich auf die Grande Terre Insel, deren vorgelagerte Inseln und die Inseln im Golf von Morbihan.  
Auf Nahrungssuche durchstreifen die Vögel den gesamten Archipel, vor allem die Buchten, und fliegen normalerweise bis zu 6 km. Mutige Jungvögel wurden schon bis zu 80 km entfernt gesichtet.

## Namensherkunft
Der Name verrucosus bezieht sich auf die äußerlichen Merkmale und bedeutet voll mit Warzen/voller Warzen.   

## Ernährung
Die Hauptnahrung besteht aus Fisch, Stachelhäutern, Krustentieren und Vielborstern. Während der Sommermonate fressen manche Vögel auch Algen vom Meeresboden. Tiere, die in der Nähe zu Booten nach Nahrung suchen, werden auch schnell zu Aasfressern. Im Januar und Februar fressen die Tiere meist allein oder in kleinen Gruppen, während sie von Mai bis Oktober in Herden von mehreren Hundert Exemplaren Nahrung zu sich nehmen.

## Fortpflanzung
Der Nestbau erfolgt bereits Ende März, was für einen subantarktischen Kormoran ungewöhnlich ist. Nester werden aus Algen, Zweigen, Schlamm, Gräsern und Guano gebaut. Diese können bis zu 1 Meter hoch, 33 cm breit und im Durchschnitt 20 cm sein. Ältere Nester werden wiederverwendet und das nicht immer unbedingt vom selben Brutpaar. Während der Balz werfen die paarungsbereiten Männchen ihre Köpfe zurück, bis der Nacken den Schwanz berührt. Die Bruttätigkeit beginnt bereits im September, das Legen der Eier allerdings beginnt erst Ende Oktober und dauert bis zum Januar an. Das Gelege besteht aus 2–4 Eiern; alle 2–3 Tage wird ein Ei gelegt. Die Brutzeit dauert ca. 29 Tage. Raubmöwen und Scheidenschnäbel stellen eine Gefahr für die Eier dar; die Elterntiere verteidigen beide das Gelege gegen Räuber, allerdings fallen gelegentlich Eier zum Opfer. 
Viele weitere Aspekte der Paarung und des Fortpflanzungsverhalten sind noch unbekannt.